# Campeonato Mundial de Natação em Piscina Curta de 2021 - 50 m borboleta masculino
A prova dos 50 metros nado borboleta masculino do Campeonato Mundial de Natação em Piscina Curta de 2021 foi disputado entre 19 e 20 de dezembro de 2021, na Etihad Arena, em Abu Dhabi, nos Emirados Árabes Unidos.

## Recordes
Antes desta competição, os recordes mundiais e do campeonato nesta prova eram os seguintes:
|                       | Nome                             | Nacionalidade  | Tempo | Local          | Data                                      |
| --------------------- | -------------------------------- | -------------- | ----- | -------------- | ----------------------------------------- |
| Recorde mundial       | Nicholas SantosSzebasztián Szabó | Brasil Hungria | 21.75 | Budapeste Cazã | 6 de outubro de 20186 de novembro de 2021 |
| Recorde do campeonato | Nicholas Santos                  | Brasil         | 21.81 | Hangzhou       | 15 de dezembro de 2018                    |

## Medalhistas
| Ouro                  | Prata              | Bronze               |
| Nicholas Santos (BRA) | Dylan Carter (TTO) | Matteo Rivolta (ITA) |

## Resultados

### Eliminatórias
As eliminatórias ocorreram dia 19 de dezembro com um total de 84 nadadores.
| Colocação | Bateria | Raia | Nadador              | Nacionalidade              | Tempo | Notas            |
| --------- | ------- | ---- | -------------------- | -------------------------- | ----- | ---------------- |
| 1         | 9       | 3    | Dylan Carter         | Trinidad e Tobago          | 22.36 | Q                |
| 2         | 8       | 3    | Nyls Korstanje       | Países Baixos              | 22.40 | Q                |
| 3         | 10      | 4    | Szebasztián Szabó    | Hungria                    | 22.42 | Q                |
| 4         | 6       | 1    | Joshua Liendo        | Canadá                     | 22.52 | Q, RET,          |
| 4         | 7       | 6    | Noè Ponti            | Suíça                      | 22.52 | Q,               |
| 6         | 10      | 5    | Matteo Rivolta       | Itália                     | 22.53 | Q                |
| 7         | 10      | 7    | Grigori Pekarski     | Bielorrússia               | 22.62 | Q                |
| 8         | 6       | 6    | Sun Jiajun           | China                      | 22.64 | Q,               |
| 9         | 9       | 4    | Nicholas Santos      | Brasil                     | 22.66 | Q                |
| 10        | 10      | 6    | Daniel Zaitsev       | Estónia                    | 22.72 | Q                |
| 11        | 7       | 8    | Abdelrahman Sameh    | Egito                      | 22.76 | Q,               |
| 12        | 9       | 6    | Roman Shevliakov     | Federação Russa de Natação | 22.79 | Q                |
| 13        | 9       | 5    | Thomas Ceccon        | Itália                     | 22.82 | Q                |
| 14        | 8       | 4    | Tom Shields          | Estados Unidos             | 22.88 | Q                |
| 15        | 10      | 1    | José Ángel Martínez  | México                     | 22.89 | Q                |
| 16        | 8       | 5    | Oleg Kostin          | Federação Russa de Natação | 22.91 | Q                |
| 17        | 10      | 2    | Marcin Cieslak       | Polónia                    | 22.94 | Q                |
| 17        | 10      | 8    | Maxime Grousset      | França                     | 22.94 |                  |
| 19        | 9       | 1    | Jakub Majerski       | Polónia                    | 22.97 |                  |
| 20        | 8       | 6    | Chad le Clos         | África do Sul              | 23.02 |                  |
| 21        | 8       | 8    | Vinicius Lanza       | Brasil                     | 23.18 |                  |
| 22        | 6       | 9    | Nikola Miljenić      | Croácia                    | 23.20 |                  |
| 23        | 9       | 7    | Jesse Puts           | Países Baixos              | 23.24 |                  |
| 24        | 6       | 5    | Santiago Grassi      | Argentina                  | 23.26 | Recorde nacional |
| 25        | 9       | 9    | Adilbek Mussin       | Cazaquistão                | 23.27 | Recorde nacional |
| 26        | 8       | 0    | Jan Šefl             | Chéquia                    | 23.29 |                  |
| 26        | 8       | 1    | Deividas Margevičius | Lituânia                   | 23.29 |                  |
| 26        | 10      | 0    | Simon Bucher         | Áustria                    | 23.29 |                  |
| 29        | 7       | 5    | Fernando Silva       | Portugal                   | 23.31 |                  |
| 30        | 9       | 2    | Nicholas Lia         | Noruega                    | 23.34 |                  |
| 31        | 8       | 7    | Emre Sakçı           | Turquia                    | 23.38 |                  |
| 31        | 9       | 8    | Bradley Tandy        | África do Sul              | 23.38 |                  |
| 33        | 8       | 9    | Antani Ivanov        | Bulgária                   | 23.42 |                  |
| 34        | 7       | 9    | Calum Bain           | Irlanda                    | 23.46 |                  |
| 34        | 10      | 9    | Thomas Piron         | França                     | 23.46 |                  |
| 36        | 6       | 8    | Ng Cheuk Yin         | Hong Kong                  | 23.51 |                  |
| 37        | 7       | 2    | Artur Barseghyan     | Armênia                    | 23.57 |                  |
| 38        | 7       | 1    | Waleed Abdulrazzaq   | Kuwait                     | 23.65 |                  |
| 39        | 6       | 3    | Ben Hockin           | Paraguai                   | 23.66 |                  |
| 40        | 5       | 4    | Mehrshad Afghari     | Irão                       | 23.67 | Recorde nacional |
| 41        | 6       | 7    | Anthony Puertas      | Peru                       | 23.68 | Recorde nacional |
| 42        | 6       | 4    | Moon Seung-woo       | Coreia do Sul              | 23.75 |                  |
| 43        | 7       | 7    | Emir Muratović       | Bósnia e Herzegovina       | 23.78 |                  |
| 44        | 1       | 4    | Eldor Usmonov        | Uzbequistão                | 23.81 |                  |
| 45        | 6       | 2    | Glenn Victor Sutanto | Indonésia                  | 23.83 |                  |
| 45        | 7       | 0    | Jorge Otaiza         | Venezuela                  | 23.83 |                  |
| 47        | 7       | 4    | Julien Henx          | Luxemburgo                 | 23.95 |                  |
| 48        | 6       | 0    | Tomàs Lomero         | Andorra                    | 23.97 | Recorde nacional |
| 49        | 5       | 5    | Jayhan Odlum-Smith   | Santa Lúcia                | 24.09 | Recorde nacional |
| 50        | 2       | 4    | Jesse Ssengonzi      | Uganda                     | 24.15 | Recorde nacional |
| 51        | 5       | 7    | Ayman Kelzi          | Síria                      | 24.64 |                  |
| 52        | 5       | 3    | Sidrell Williams     | Jamaica                    | 24.67 |                  |
| 53        | 2       | 7    | Liam Henry           | Ilhas Caimã                | 25.04 |                  |
| 54        | 5       | 1    | Gabriel Castillo     | Bolívia                    | 25.35 |                  |
| 55        | 4       | 5    | Delron Felix         | Granada                    | 25.67 |                  |
| 55        | 5       | 6    | Souhail Hamouchane   | Marrocos                   | 25.67 |                  |
| 57        | 5       | 0    | Collins Saliboko     | Tanzânia                   | 25.71 |                  |
| 58        | 5       | 2    | Yousif Bu Arish      | Arábia Saudita             | 25.78 |                  |
| 59        | 4       | 3    | Andrew Fowler        | Guiana                     | 25.95 |                  |
| 60        | 5       | 9    | Jefferson Kpanou     | Benim                      | 26.10 |                  |
| 61        | 5       | 8    | Stefan Cvetkoski     | Macedônia do Norte         | 26.12 |                  |
| 62        | 3       | 5    | Alush Telaku         | Kosovo                     | 26.33 |                  |
| 63        | 4       | 2    | Dalvi Elezi          | Albânia                    | 26.46 |                  |
| 64        | 4       | 8    | Yousef Al-Khulaifi   | Catar                      | 26.54 |                  |
| 65        | 4       | 6    | Batmönkhiin Jürmed   | Mongólia                   | 26.59 |                  |
| 66        | 1       | 3    | Eltonte Leonard      | São Vicente e Granadinas   | 26.90 |                  |
| 67        | 4       | 7    | Carel Irakoze        | Burundi                    | 26.95 |                  |
| 68        | 4       | 1    | Troy Pina            | Cabo Verde                 | 27.28 |                  |
| 69        | 4       | 4    | Ousmane Touré        | Mali                       | 27.45 |                  |
| 70        | 2       | 5    | Fakhriddin Madkamov  | Tajiquistão                | 27.57 |                  |
| 71        | 2       | 6    | Azhar Abbas          | Paquistão                  | 27.71 |                  |
| 72        | 3       | 2    | Cedrick Niyibizi     | Ruanda                     | 27.79 |                  |
| 73        | 3       | 1    | Charly Ndjoume       | Camarões                   | 28.42 |                  |
| 74        | 3       | 4    | Joshua Wyse          | Serra Leoa                 | 29.01 |                  |
| 75        | 2       | 3    | Abdulmalek Ashur     | Líbia                      | 29.21 |                  |
| 76        | 4       | 9    | Achala Gekabel       | Etiópia                    | 29.23 |                  |
| 77        | 2       | 1    | Yacouba Mouctar      | Níger                      | 29.36 |                  |
| 78        | 3       | 9    | Barkwende Yougbare   | Burquina Fasso             | 29.55 |                  |
| 79        | 3       | 6    | Ebrima Buaro         | Gâmbia                     | 29.59 |                  |
| 80        | 1       | 5    | Antonio Habis        | Palestina                  | 29.77 |                  |
| 80        | 3       | 3    | Houmed Houssein      | Djibuti                    | 29.77 |                  |
| 82        | 2       | 8    | Ebrahim Al-Maleki    | Iêmen                      | 30.30 |                  |
| 83        | 3       | 7    | ElhadjN'Gnane Diallo | Guiné                      | 31.52 |                  |
| 84        | 3       | 8    | Ibrahim Mohamed      | Comores                    | 31.58 |                  |
| 85        | 2       | 2    | Diosdado Miko Eyanga | Guiné Equatorial           | DNS   |                  |
| 85        | 3       | 0    | Sean Walters         | Turcas e Caicos            | DNS   |                  |
| 85        | 4       | 0    | Fahim Anwari         | Afeganistão                | DNS   |                  |
| 85        | 7       | 3    | Ádám Halás           | Eslováquia                 | DNS   |                  |
| 85        | 8       | 2    | Michael Andrew       | Estados Unidos             | DNS   |                  |
| 85        | 9       | 0    | Ben Proud            | Reino Unido                | DNS   |                  |
| 85        | 10      | 3    | Teong Tzen Wei       | Singapura                  | DNS   |                  |

### Semifinal
A semifinal ocorreu dia 19 de dezembro.
| Colocação | Bateria | Raia | Nadador             | Nacionalidade              | Tempo | Notas            |
| --------- | ------- | ---- | ------------------- | -------------------------- | ----- | ---------------- |
| 1         | 2       | 5    | Szebasztián Szabó   | Hungria                    | 22.11 | Q                |
| 2         | 1       | 6    | Nicholas Santos     | Brasil                     | 22.12 | Q                |
| 3         | 2       | 4    | Dylan Carter        | Trinidad e Tobago          | 22.18 | Q,               |
| 4         | 2       | 3    | Matteo Rivolta      | Itália                     | 22.20 | Q                |
| 5         | 2       | 1    | Tom Shields         | Estados Unidos             | 22.29 | Q                |
| 6         | 2       | 8    | Oleg Kostin         | Federação Russa de Natação | 22.36 | Q                |
| 7         | 1       | 3    | Grigori Pekarski    | Bielorrússia               | 22.44 | Q                |
| 8         | 1       | 4    | Nyls Korstanje      | Países Baixos              | 22.45 | Q                |
| 9         | 2       | 7    | Roman Shevliakov    | Federação Russa de Natação | 22.59 |                  |
| 10        | 2       | 2    | Daniel Zaitsev      | Estónia                    | 22.61 |                  |
| 11        | 2       | 6    | Sun Jiajun          | China                      | 22.63 | Recorde nacional |
| 12        | 1       | 7    | Thomas Ceccon       | Itália                     | 22.74 |                  |
| 13        | 1       | 5    | Noè Ponti           | Suíça                      | 22.75 |                  |
| 14        | 1       | 1    | José Ángel Martínez | México                     | 22.81 |                  |
| 15        | 1       | 2    | Abdelrahman Sameh   | Egito                      | 22.83 |                  |
| 16        | 1       | 8    | Marcin Cieslak      | Polónia                    | 22.86 |                  |

### Final
A final foi realizada em 20 de dezembro.
| Colocação         | Raia | Nadador           | Nacionalidade              | Tempo | Notas            |
| ----------------- | ---- | ----------------- | -------------------------- | ----- | ---------------- |
| Medalha de ouro   | 5    | Nicholas Santos   | Brasil                     | 21.93 |                  |
| Medalha de prata  | 3    | Dylan Carter      | Trinidad e Tobago          | 21.98 | Recorde nacional |
| Medalha de bronze | 6    | Matteo Rivolta    | Itália                     | 22.02 | Recorde nacional |
| 4                 | 4    | Szebasztián Szabó | Hungria                    | 22.14 |                  |
| 5                 | 1    | Hryhory Pekarski  | Bielorrússia               | 22.35 | Recorde nacional |
| 6                 | 8    | Nyls Korstanje    | Países Baixos              | 22.39 |                  |
| 7                 | 2    | Tom Shields       | Estados Unidos             | 22.42 |                  |
| 8                 | 7    | Oleg Kostin       | Federação Russa de Natação | 22.43 |                  |

Legenda
| Recorde mundial       | Recorde mundial (World record)               |                       | Recorde africano                      | Recorde africano (African) |                                           | Q | Classificado por posição (Qualified) |
| Recorde do campeonato | Recorde do campeonato (Championship record)  | Recorde da América    | Recorde da América (Americas)         | q                          | Classificado por melhor tempo (Qualified) |   |                                      |
| Melhor marca do ano   | Melhor marca do ano (World leading)          | Recorde asiático      | Recorde asiático (Asian)              | DNS                        | Não largou (Did not start)                |   |                                      |
| Recorde nacional      | Recorde nacional (National record)           | Recorde europeu       | Recorde europeu (European)            | DNF                        | Não terminou (Did not finish)             |   |                                      |
| Recorde pessoal       | Recorde pessoal do atleta (Personal best)    | Recorde da Oceania    | Recorde da Oceania (Oceania)          | DSQ / DQ                   | Desclassificado (Disqualified)            |   |                                      |
| Recorde da temporada  | Recorde da temporada do atleta (Season best) | Recorde sul-americano | Recorde sul-americano (South America) | NM                         | Sem marca (No mark)                       |   |                                      |